# Clopoțel de munte

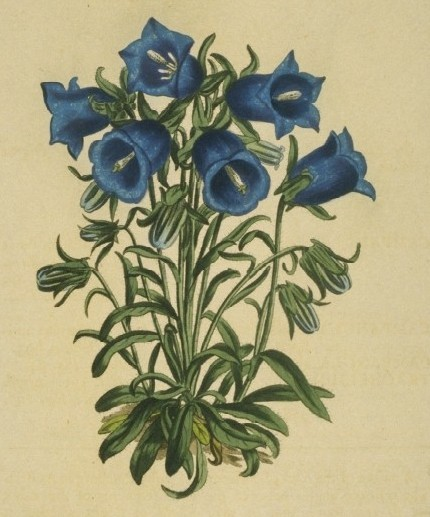
Clopoțel de munte

Clopoțelul de munte (Campanula alpina) este o plantă scundă din familia Campanulaceae.

## Descriere
Tulpina este dreaptă și scundă, cu înălțimea de 50–150 mm, lânos-păroasă în întregime. Frunzele sunt înguste, alungite, cele de jos mai late.
Florile sunt albastru-spălăcit, puține la număr, stau aplecate în jos, pe codițe lungi. Corola are formă de clopot cu 20–30 mm lungime, cu cinci dinți înguști, ascuțiți. Înflorește în lunile iulie-august.

## Răspândire
- În România: în munții Carpați prin pășuni, locurile ierboase și pietroase.